# Der Mann, der sich selbst nicht kannte

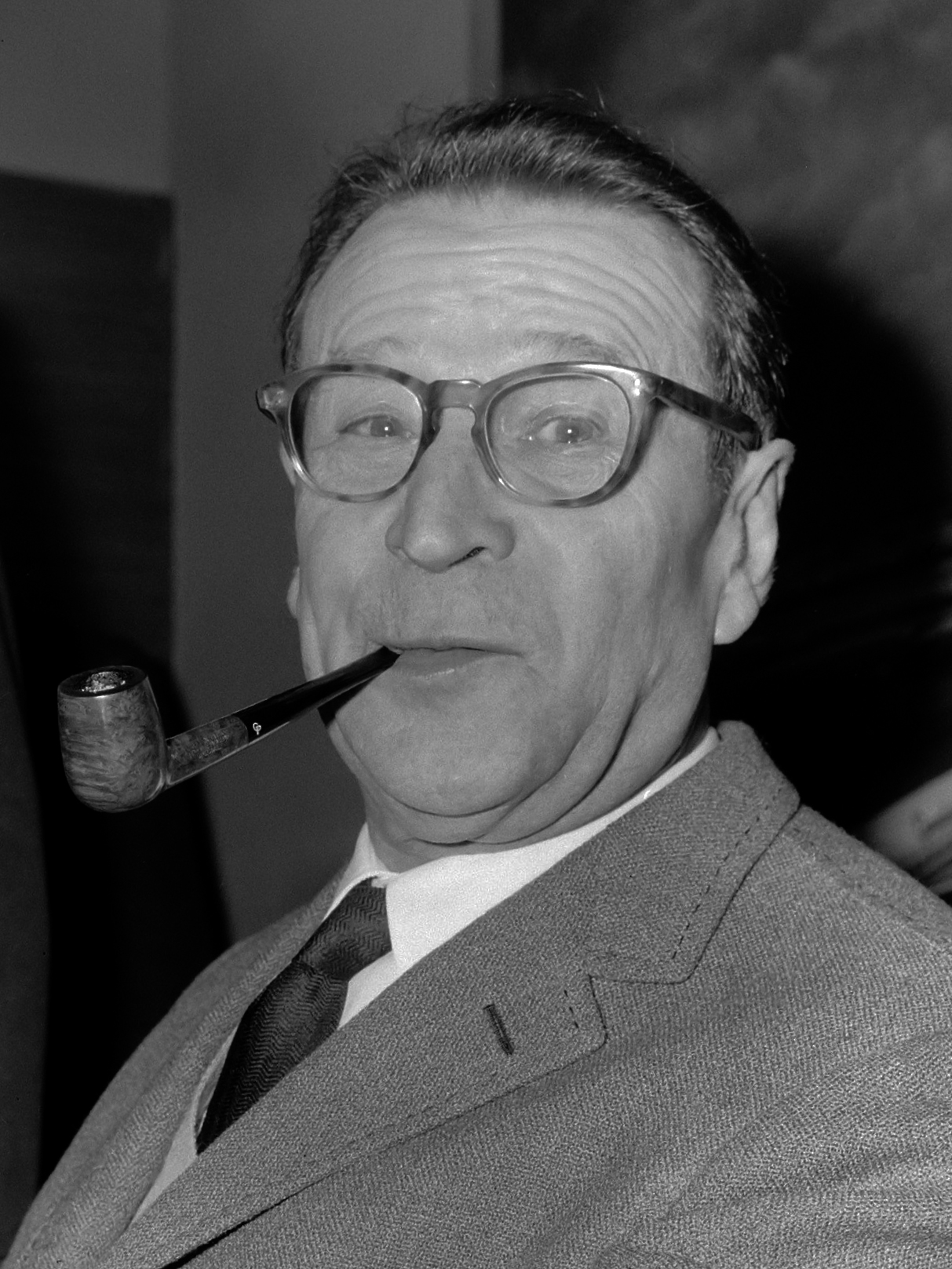
Vorlageautor Georges Simenon

Der Mann, der sich selbst nicht kannte ist ein britisches Spielfilmdrama aus dem Jahre 1952 von Harold French mit Claude Rains in der Titelrolle. Die Geschichte basiert auf dem Roman „L'Homme qui regardait passer les trains“ (dt.: Der Mann, der den Zügen nachsah, 1938) von Georges Simenon.
Im Fernsehen lief der Film auch unter dem Titel Paris-Express.

## Handlung
Kees Popinga arbeitet als Chefbuchhalter in der Firma von Julius de Koster Vater und Sohn, die sich einen Namen als Schiffsausrüster gemacht hat. Popinga befindet sich bereits im fortgeschrittenen Alter. Er lebt im nordholländischen Groningen, und jedes Mal, wenn er seinen Träumen nachgehen will, blickt er auf die vorbeifahrenden Züge vor seinem Haus, die in ihm die Sehnsucht nach der großen, weiten Welt wachrufen. Popinga ist seit 18 Jahren in seinem Beruf tätig und gilt als Inbegriff der Gewissenhaftigkeit. Abend für Abend sitzt er mit seiner Familie, Ehefrau Maria und den Kindern Frida und Karl, in der Küche seines Hauses. Nach dem Abendessen wird das Radio auf dem Kaminsims eingeschaltet, und der Hausherr gönnt sich zum Ausklang des Tages eine Zigarre. Das Vorüberfahren der Züge weckt in ihm immer stärker den Willen, dem tagtäglichen Trott zu entfliehen und endlich einen Neustart, wo auch immer, zu beginnen.
Kees Popinga versucht vergeblich, bei den de Kosters in der Firma einen Posten für einen Freund, den betagten Merkemans, zu erbitten. Doch man lehnt ab, weil Merkemans vorheriger Arbeitgeber in einen Korruptionsskandal verwickelt war und die de Kosters großen Wert darauf legen, dass der Ruf der Firma unbefleckt bleibt. Eines Morgens erhält Firmenchef de Koster junior Besuch von dem Pariser Polizeikommissar Lucas. De Koster ruft Popinga in sein Büro, denn es steht der Verdacht im Raum, dass es in Frankreich illegale Transaktionen und Spekulationen der Firma mit Geld aus den Niederlanden gegeben habe. Monsieur Lucas sagt, die Spur aus Frankreich führe hierhin, in die bislang makellos beleumundete Firma von de Koster. Kees Popinga weiß von nichts und ist daher gern bereit, Lucas Einblick in die Unterlagen zu gewähren. Abends wird, gemeinsam mit dem Gast aus Frankreich, der heimische Schachclub besucht, wo Lucas sich als Schachspieler überlegen erweist. Etwas später kommt Popinga erneut am Werksgebäude vorbei und sieht noch Licht in der Etage eines Büros. Popinga betritt das Gebäude und erwischt den jungen de Koster, wie dieser sämtliche Buchführungsunterlagen verbrennt. Von dem ungebeten Besuch überrumpelt, erklärt der Juniorchef dem Buchhalter frank und frei, dass die Firma bankrott sei. Auch Popingas Geld, das er unlängst in der Firma angelegt hat, sei verloren.
De Koster erklärt, dass er das ganze Geld der Firma nur für eine Frau veruntreut habe, die er auf Geschäftsreise nach Paris kennen gelernt habe. Sie heißt Michèle Rozier. Popinga folgt de Koster zu einer der Grachten, wo sich der Juniorchef angesichts der aussichtslosen Lage offensichtlich umbringen will. Bei einem Handgemenge schlägt er de Kosters Brieftasche aus der Hand, in der sich eine Fahrkarte nach Paris und ein großes Bündel Geld befinden. Wütend darüber, dass sein Chef, der sonst so sehr auf Korrektheit Wert legt, ihn dreist belogen hat, schlägt er de Koster junior mit einem Fausthieb nieder. Der Juniorchef fällt unglücklich nach hinten, schlägt mit dem Schädel gegen eine Bootskante und versinkt im Wasser. Mit der Zugfahrkarte und dem Bargeld kann Popinga mit einer Reise nach Paris seinen ersten Traum von der großen, weiten Welt erfüllen. Zu seiner Überraschung trifft er in seinem Abteil Kommissar Lucas an, der ihn sogleich über sein Reiseziel und Julius de Koster junior ausfragt. Popinga behauptet, dass de Koster ihn beauftragt habe, in Paris Geld aufzutreiben, um die Firma zu retten. Der skeptische Lucas glaubt die Geschichte nicht und behauptet Kees gegenüber, dass der Juniorchef erschossen worden sei. Popinga besteht darauf, dass de Koster Selbstmord verübt habe.
Am folgenden Morgen springt Kees Popinga, um Lucas abzuschütteln, noch vor der Ankunft am Bahnhof aus dem Zug und macht sich auf den Weg zu jener ominösen Michèle, deren Adresse sich ebenfalls in der Brieftasche befand. Michèle ist von der Ankunft des ihr Fremden überrascht, hat sie doch ihren Liebhaber de Koster mit dem Geld erwartet. Popinga erzählt ihr seine Wahrheit: Ihr Lover habe sich umgebracht und Lucas sei bereits auf ihrer Spur. Popingas Annahme, er könne nun, da ihr Liebhaber tot sei, an Julius de Kosters Stelle treten, wird von ihr nur mit Spott und Hohn bedacht. Dann setzt Michèle ihn kurzerhand vor die Tür. Popinga spaziert ziellos über die Champs-Elysées, bis er auf eine fremde Frau stößt, die ihm dabei hilft, ein Zimmer für eine Übernachtung zu finden. Kommissar Lucas hat derweil Michèle aufgespürt und befragt sie, wo er Popinga antreffen könne. Der Polizeikommissar ist mehr und mehr davon überzeugt, dass Popinga den Juniorchef getötet hat. Nachdem Lucas ihr klargemacht hat, dass Popinga de Kosters Geld hat, spürt Michéle den Buchhalter wieder auf und führt ihn zu der Wohnung ihres Liebhabers Louis, in einer schäbigen Gegend mit Blick auf die Eisenbahngleise. Louis, so behauptet Michèle, könne ihm falsche Ausweispapiere besorgen.
Popinga ist misstrauisch und verstaut das Geld heimlich in einem abgestellten Auto vor der Tür. Als Louis Popingas Zimmer durchsucht, wird dessen Verdacht bestätigt. Obwohl Louis allmählich ungeduldig wird, besteht Michèle darauf, dem Holländer mit ihren Mitteln beizukommen. Noch in derselben Nacht gibt Michèle gegenüber Popinga zu, dass sie nur an seinem Geld interessiert sei. Sie provoziert ihn, indem sie seine Liebesfähigkeit anzweifelt. Ihre Provokation ist erfolgreich. Am nächsten Abend kommt es zwischen Michèle und Popinga zu einer weiteren Begegnung, diesmal in einem Nachtclub. Der Holländer muss mit ansehen, wie Michèle einen älteren amerikanischen Geschäftsmann umgarnt. Die Eifersucht steigt in Popinga hoch. Er bietet dem französischen Luder all sein Geld an, wenn sie sich diesen Abend ganz ihm widme. Michèle stimmt selbstverständlich zu und macht ihn mit Champagner betrunken. In diesem Zustand telefoniert Popinga mit Lucas, um ihn zu verhöhnen. Lucas versucht Popinga davor zu warnen, dass er in die Fänge einer berechnenden Schlange zu geraten drohe, doch diese legt einfach den Hörer auf die Telefongabel. Im Alkohol- wie Liebesrausch gesteht Popinga Michèle, er habe das Geld im Auto versteckt. Dann schläft er in ihrer Wohnung ein, während sich die hinterlistige Französin sofort daran macht, das Bargeld zu bergen und an sich zu nehmen.
Kommissar Lucas hat sie jedoch bereits ausfindig gemacht und nimmt Michèle in Gewahrsam. Er zwingt sie dazu, ihn zu Popinga zu bringen. Kees Popinga wacht in dem Moment auf, als die beiden in der Wohnung ankommen, und bekommt mit, dass Lucas Michèle verspricht, alle Anklagen gegen sie fallen zu lassen, solange er Popinga wegen Mordes festnehmen kann. Popinga entkommt, ohne zu wissen, dass Lucas nur versuchte, ihn vor weiterem Schaden zu bewahren. Von Visionen einer ihn verspottenden Michèle heimgesucht, zerschlägt Popinga ein Schaufenster und stiehlt ein Messer. Dann geht er zu Louis und zwingt ihn dazu, Michèle anzurufen und zu sich zu bitten. Popinga sticht Louis nieder und ermordet später auch Michèle. In einem Zustand großer Aufgelöstheit läuft er auf die Gleise vor einem entgegenkommenden Zug, aber fällt seitlich der Gleise, ehe der Zug ihn zerschmettern kann. Als Lucas ihn dort findet, befindet sich Kees Popinga in einem wahnhaften Zustand und bittet um Lucas’ Versicherung, dass niemals etwas an seiner Buchhaltung fehlerhaft gewesen sei.

## Produktionsnotizen
Die Dreharbeiten zu Der Mann, der sich selbst nicht kannte begannen Ende März 1952 in den Nettlefold Studios in Walton-on-Thames. Die Uraufführung erfolgte im Dezember 1952 in London, Deutschland-Premiere war am 26. Februar 1954.
Ernest Holding war Produktionsleiter, die Filmbauten schuf Paul Sheriff.

## Kritiken
Die Filmkritik kam zu überwiegend schwachen Beurteilungen:
He’s got no future. And he doesn’t seem to have had much of a past. Das ist so ziemlich die beste Zeile aus einer Produktion, die als Verfilmung von Georges Simenons grandiosem Roman … ein Klassiker hätte werden können … nein, müssen. Stattdessen machen der Regisseur und Drehbuchautor Harold French und sein Co-Autor Paul Jarrico so ziemlich alles falsch, was sich falsch machen lässt. Die Dramaturgie und die Charaktere der Romanvorlage werden bis zur Unkenntlichkeit verwässert und teils ins Gegenteil verkehrt. (…) Der Kees Popinga des Buches ist ein vielschichtiger, schillernder Charakter. Derjenige des Films ist das genaue Gegenteil. (…) Claude Rains‘ Kees Popinga ist ein biederer, schwacher Provinzling, eine Witzfigur (…) Doch der Film ist nicht nur aufgrund der Fehlinterpretation seines zentralen Rollencharakters, sondern auch wegen unlogischer Wendungen ein Ärgernis. (…) Weder als Kriminalfilm noch als Versuch eines Film Noirs (in Farbe) zu empfehlen, zumal der halbwegs konsequente Schluss damit zusammenhanglos erscheint. Auch das Schauspiel ist gerade mal mittelmäßig,

„Bestenfalls mittelmäßig, scheitert der Film bei der Porträtierung von Popinga.“

Der Movie & Video Guide befand knapp: „Mittelmäßige Kriminalgeschichte“.
Halliwell‘s Film Guide urteilte: „Fehlbesetzter, weniger wichtiger Simenon, nicht wirklich schlecht gemacht, aber ohne einen Funken von Aufregung oder Spannung.“
Im Lexikon des Internationalen Films heißt es: „Ergreifende Charakterstudie nach einem Roman von Georges Simenon, die trotz einiger Unglaubwürdigkeiten durch ruhige Handlungsführung und intensive Darstellung besticht.“